# 小溪縣
小溪縣是南朝梁東遂寧郡所屬的一個羈縻縣。西魏改縣名方義縣，宋太平興國初又改名小溪縣，其轄地在今四川省遂寧市。元代仍屬遂寧府，至元十九年，併遂寧縣、青石縣二縣入小溪縣。明玉珍省州治小溪縣入遂寧州。